# Ling Xiaoyu
Ling Xiaoyu, ou simplesmente Xiaoyu (リン・シャオユウ, Rin Shaoyuu; o nome escrito em chinês: 凌 暁雨) é uma personagem da franquia Tekken. Sua primeira aparição foi no ano de 1997 no jogo Tekken 3 da Namco Bandai Games para Playstation e Arcade. Ela é a coprotagonista da série e é a protagonista do filme Tekken: Blood Vengeance junto com Alisa Bosconovitch e Panda.
Xiaoyu é a personagem que entrou mais jovem na série e por sua vez, obteve uma recepção positiva. Originária da China, a jovem fictícia pratica as artes marciais Hakke Sho e Hikka Ken. No jogo tem um animal de estimação chamada Panda e estuda na Escola Politécnica Mishima.

## História
Xiaoyu era uma jovem estudante e vivia bem com sua família, nas férias de verão em Hong Kong, ela encontra o barco de Heihachi Mishima e entra nele. O homem disposto a cuidar dela e fazê-la uma lutadora de artes marciais profissional, promete um grande parque de diversões, porém tudo é mentira e sem saber de nada, ela se entusiasma e já perdida de seus pais, é adotada por Heihachi. O velho faz uma troca com Xiaoyu, dizendo que apenas cumpriria a promessa se a garota ganhasse um torneio e ela entra no The King of Iron Fist Tournament 3, popularmente o Tekken 3. Lá, ela conhece Forest Law que se apaixona por ela e a ensina golpes, porém o amor dele não é correspondido e as aulas são encerradas. Xiaoyu conhece Jin Kazama que estuda na Escola Politécnica Mishima, ela se apaixona e faz uma matrícula no colégio, mas ele não sente o mesmo pela jovem chinesa,sao apenas amigos..  Agora, nacionalizada como japonesa, encontra Panda, uma ursa e a adota como animal de estimação que também entra no torneio, para ajudar sua dona. Ling Xiaoyu ganha o torneio, porém descobre que tudo era uma mentira de Heihachi e fica com raiva, disposta a se vingar com seu amado Jin.

## Criação e concepção

### Design
Ling Xiaoyu foi criada pelo designer Katsuhiro Harada e é dublada pela atriz japonesa Yumi Tōma desde Tekken 3 e por Maaya Sakamoto em Tekken Tag Tournament 2 e por sua vez, a personagem fictícia fala apenas língua japonesa e não, língua chinesa, a original de seu país natal. No jogo, Xiaoyu estuda na Mishima Polytechnical School e tem treinos com seu avô, Wang Jinrei que a ensina artes marciais. Fisicamente, tem o cabelo preto, pele clara, usa pulseiras, um vestido e sapatilha.

### Jogabilidade
Xiaoyu pratica dois tipos de artes marciais: Hakke Sho e Hikka Ken, o Baguazhang e Piguaquan, respectivamente. O estilo de luta da personagem é considerado como leve, relativo que muitos de seus movimentos causam pouco dano. Entretanto, ela enfatiza a velocidade, como seus movimentos têm uma prioridade relativamente mais elevados.

## Aparição

### Outras mídias
A personagem fictícia aparece na abertura da animação original do filme Tekken: The Motion Picture. Ling Xiaoyu é a protagonista de Tekken: Blood Vengeance, junto com Alisa Bosconovitch e Panda. Neste, ela foi dublada por Maaya Sakamoto em sua versão japonesa e por Carrie Keranen em sua versão inglesa. No enredo do filme, Anna Williams forçou Xiaoyu para agir como uma espiã para obter informações de Shin Kamiya, um ex-aluno da Escola Politécnica Mishima que agora, estuda na Kyoto International School.

## Recepção
A empresa subsidiária estadunidense GameDaily afirmou que "é impossível não gostar de Ling Xiaoyu", descrevendo-a como uma personagem atrativa e forte. O jornalista inglês Dave Cook listou em uma luta entre Sakura Kasugano e Ling Xiaoyu como um dos combates que ele gostaria de ver em Street Fighter X Tekken afirmando que ambas são divertidas em termos de jogabilidade. Neidel Crison, um funcionário da 1UP.com também listou Xiaoyu como uma das personagem que todo o público desejava ver nos spin-offs de Street Fighter, declarando que "Ela seria capaz de usar sua arte marcial para evitar projéteis e assim, como em Tekken, ter numerosos ataques." A modelo Tara Babcock do ImpulseGamer disse que a chinesa é a décima nona personagem mais atraente de jogos de vídeo, afirmando que seus movimentos flexíveis dão atenção, sendo considerada a favorita de Tekken. A IGN elogiou Xiaoyu, dizendo que "todo mundo ama uma estudante sádica que gosta de bater, ainda mais, bonita e divertida", chamando-a de uma das melhores personagens do jogo. O MSN Technology falou que a jovem é a vigésima personagem mais quente e sedutora de jogos, comentando que "Xiaoyu mostrou uma moda interessante, e lembrou ao mundo que garotas em roupas apertadas pode mostrar incríveis golpes de luta." Anthony Taormina do Game Rant disse que Xiaoyu "não é apenas uma representante de jogos de luta japonês, mas em todos, no geral."
Sua primeira aparição com Cassandra Alexandra, Heihachi Mishima e Raphael Sorel em Smash Court Tennis Pro Tournament 2 foi classificada como quadragésima segunda melhor participação com personagem especiais no GamesRadar. O escritor e ilustrador Dai Satō disse que escolheu Xiaoyu como uma das protagonistas em Tekken: Blood Vengeance porque em sua opinião, ela simboliza os antigos jogos da franquia. Tyler Nagata, outra funcionária do GamesRadar chamou Heihachi e Xiaoyu como os personagens favoritos em Tekken 5 e 6, por causa da jogabilidade favorável ausente em Tekken Tag Tournament 2. O jornalista e sócio da GamesRadar Shane Patterson também a elogiou em Tekken 6 chamando-a de "um inferno de personagem jogável", porém ressalvou que "o desfecho de seu filme não faz o menor sentido, não importa o quão bonito e colorido é." Seus finais (endings) nos jogos de vídeo ficaram em sexto lugar no artigo "8 games that were all a dream" (8 jogos que são um sonho) de Luke McKinney que por sua vez, comentou que "seus endings são espetaculares como o penteado de seu amigo Paul Phoenix." Ela também foi listada na lista de potências em um crossover entre Namco e Dark Horse Comics no artigo "Jogos de luta que precisam existir". A FHM colocou Xiaoyu e Chun-Li como uma das "10 lutas de fantasia em Street Fighter X Tekken, questionando se Ling Xiaoyu poderia ficar acima de Chun-Li.
Ling Xiaoyu foi uma das cinco personagem nomeadas no "Video Game Vixens" da G4 em 2005 na categoria "Pior menina boa", mas perdeu para a Rikku do Final Fantasy X. Na esquete oficial da Namco Bandai Games, Xiaoyu está classificada como a sétima personagem mais solicitada no próximo crossover de Tekken, o Tekken X Street Fighter com 11,23% dos votos captados.